# Tomocerus catalanus
Tomocerus catalanus is een springstaartensoort uit de familie van de Tomoceridae. De wetenschappelijke naam van de soort is voor het eerst geldig gepubliceerd in 1924 door Denis.